# Горбатый мост (Москва)
Горбатый мост — мост в Пресненском районе Москвы через ныне несуществующий проток Старого русла реки Пресни.
Находится рядом со зданием Правительства России.
Мост построен в середине XVIII века на плотине Среднего Пресненского пруда (мост носил название «Нижний Пресненский» в противоположность Верхнему Пресненскому, через который ныне проходит улица Красная Пресня).
Когда в 1806 году на Пресненских прудах был устроен первый московский публичный сад, Горбатый мост был облицован белым камнем, оборудован фигурными фонарями.
В 1918 году получил официальное название «Мост имени 1905 года». Во время восстания 1905 года за этот мост шли ожесточённые бои, так как именно он связывал Пресню с центром Москвы. Мост был взят 17 (30) декабря 1905 года, а 18-го был объявлен приказ о пропуске через Горбатый мост всех желающих покинуть Пресню. Все проходящие шли с поднятыми руками, их обыскивали и допрашивали, подозрительных расстреливали.
В 1980 году к 75-летию Декабрьского восстания был отреставрирован.
Получил широкую известность в ходе вооружённых противостояний у Белого дома в августе 1991 и октябре 1993 годов.

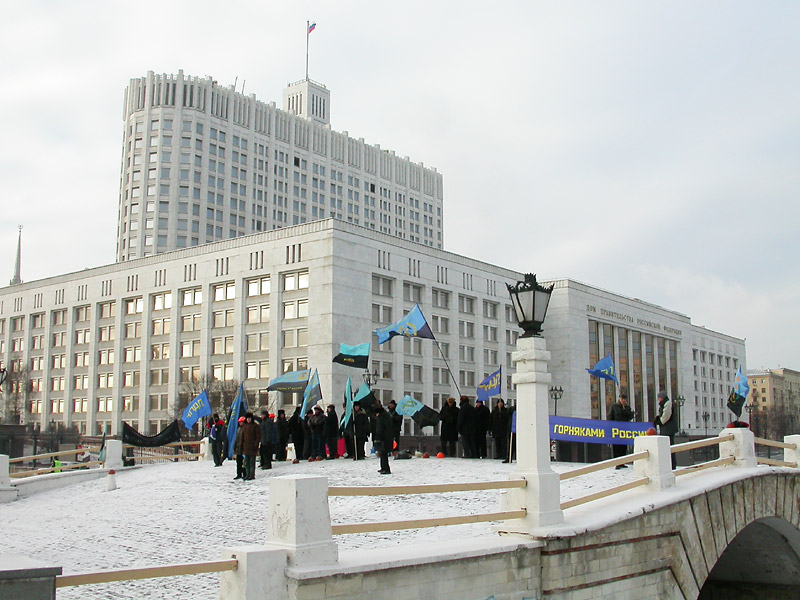
Митинг на Горбатом мосту у стен Белого дома (2002 год)

В 1990-х—начале 2000-х годов стал местом проведения митингов и пикетов, в том числе обманутых вкладчиков, шахтёров, политической оппозиции и т. п.